# Cyrtopholis anacanta
Cyrtopholis anacanta är en spindelart som beskrevs av Pelegrín Franganillo Balboa 1935. 
Cyrtopholis anacanta ingår i släktet Cyrtopholis och familjen fågelspindlar. Artens utbredningsområde är Kuba. Inga underarter finns listade i Catalogue of Life.